# Zapotec
Zapotec (Zapoteco, Zapoteca) su indijanski narod iz Meksika, nastanjen prvenstveno u južnoj Oaxaci i na prevlaci Tehuantepec. 
O njihovom porijeklu malo je poznato jer nemaju tradicija ni legendi o svojim migracijama, osim da potječu direktno od stijenja, drveća i jaguara. Jezično se klasificiraju porodici Zapotecan, Velika porodica Oto-Manguean.
Rani Zapoteci bili su sjedilački agrikulturan narod i graditelji gradova, koji su obožavali panteon bogova na čelu s kišnim bogom Cosijo. Svećenička hijerarhija regulirala je vjerske običaje, koji su uključivali i ljudske žrtve, koje su ponekad žive oderane. Zapoteci su obožavali svoje pokojne i vjerovali u podzemni raj. Religiozno središte bilo je u Mitli, a glavno središte Monte Albán, gdje se civilizacija razvijala prije možda i više od 2.000 godina. Po umjetnosti, arhitekturi, hijeroglifima, matematici i kalendaru slični su Mayama i Toltecima. Mixteci, došljaci sa sjevera, zamijenili su Zapoteke u Monte Albánu i kasnije u Mitli.
Zapoteci su od plemena Zoquean zauzeli prevlaku Tehuantepec, a od Huave Indijanaca zaljev Tehuantepec. Od sredine 15. stoljeća Zapoteci i Mixteci se trude zadržati Asteke podalje od kontrole trgovačkih putova za Chiapas i Guatemalu. Pod svojim najvećim kraljem Cosijeza Zapoteci odolijevaju dugoj opsadi na stjenovitoj planini Giengola, vidikovcu nad Teheantepecom, i uspješno održavaju svoju političku autonomiju pred Astecima sve do dolaska Španjolaca.
Danas se Zapoteci sastoje od dvije glavne grupe, one u planinskim dolinama južne Oaxace i grupe iz južnog dijela prevlake Tehuantepec. 
Svih zajedno ima oko 300.000.

## Vanjske poveznice
- Ancient Scripts: Zapotec
- Zapotec Art
- Zapotec Culture   Arhivirana inačica izvorne stranice od 3. svibnja 2006. (Wayback Machine)

### Ostali projekti
|  | Zajednički poslužitelj ima još gradiva o temi Zapotec |